# Louis Bolduc House
La Louis Bolduc House est une maison américaine à Sainte-Geneviève, dans le comté de Sainte-Geneviève, au Missouri. Construite en 1788, elle est inscrite au Registre national des lieux historiques depuis le 16 avril 1969 et classée National Historic Landmark depuis le 15 avril 1970.